# غرانفيل هيكس
غرانفيل هيكس (بالإنجليزية: Granville Hicks)‏ (9 سبتمبر 1901، إيكستر في الولايات المتحدة - 18 يونيو 1982 في الولايات المتحدة)؛ صحفي وروائي أمريكي.

## الجوائز
- زمالة غوغنهايم

## روابط خارجية
- غرانفيل هيكس على موقع الموسوعة البريطانية (الإنجليزية)
- غرانفيل هيكس على موقع إن إن دي بي (الإنجليزية)